# Edmund Arrowsmith

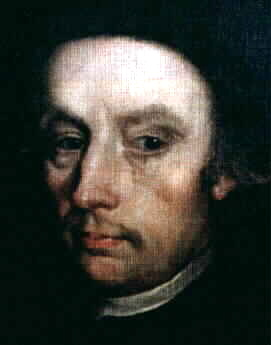
Edmund Arrowsmith

Edmund Arrowsmith (* 1585 in Haydock; † 28. August 1628), auch bekannt als Brian Arrowsmith, war Jesuitenpriester und einer der Vierzig Märtyrer von England und Wales

## Leben
Edmund Arrowsmith wurde als Sohn des Bauern Robert Arrowsmith und dessen Gattin Margery Arrowsmith geboren. Er wurde auf den Namen Brian getauft, bevorzugte aber zeitlebens den Namen Edmund, den er bei der Firmung bekam. Seine gegen die staatliche Unterdrückung rebellierenden Eltern kämpften für ihren Glauben und beherbergten katholische Priester in ihrem Hause. Dafür kamen sie zwischenzeitlich ins Gefängnis und mussten ihre Kinder der Obhut der Nachbarn überlassen. Sein Großvater Nicholas Gerard lehnte die anglikanische Kirche ab und sein anderer Großvater starb als Bekenner im Gefängnis. Schon als Knabe soll Edmund in die Obhut eines alten Priesters gekommen sein, der seine inzwischen verwitwete Mutter entlasten wollte.
1605 verließ er England um seine theologische Ausbildung in Douai zu absolvieren. Aus gesundheitlichen Gründen war er jedoch kurz darauf gezwungen, diese zu unterbrechen und nach England zurückzukehren. Bereits 1607 setzte er seine Ausbildung dort fort, erhielt 1612 die Priesterweihe und nahm ein Jahr später in seiner Heimatgrafschaft, Lancashire, seine Arbeit als Seelsorger auf. Aufgrund der Proklamation gegen Jesuiten von 1591 und der Angst vor katholischen Spionen, wurde Edmund etwa 1622 erstmals inhaftiert und vor den Bischof von Chester gebracht der ihn nun befragte. Seine Freiheit erlangte er überraschend zurück, durch einen Erlass von König Jakob I. 1623/24 trat er dem Jesuitenorden bei und nahm seine Aufgaben als Seelsorger wieder auf.

## Verurteilung und Tod
Im Sommer 1628 wurde er verraten, nach einer kurzen Flucht zu Pferde erneut verhaftet und als Jesuitenpriester wegen Verstoßes gegen die Suprematsakte des Hochverrats angeklagt. Am 28. August 1628 wurde das Todesurteil vollstreckt. Vorher hatte sein Mithäftling, der hl. John Southworth (ein weiterer der 40 Märtyrer), ihm noch die Absolution erteilen können. Die letzten Worte des hl. Edmund Arrowsmith sollen Bone Jesu gewesen sein.

## The Holy Hand
Seine Hand wurde abgetrennt, konserviert und angeblich von seiner Familie aufbewahrt. Sie wird heute als eine Reliquie in der St. Oswald’s Church, Ashton-in-Makerfield, Lancashire, England bewahrt und verehrt.

## Heiligsprechung
Die Seligsprechung erfolgte 1929 und im Jahre 1970 wurde den Vierzig Märtyrer von England und Wales durch Papst Paul VI. die Heiligsprechung zuteil. Ihr Gedenktag ist der 25. Oktober.